# Proyecto de obra

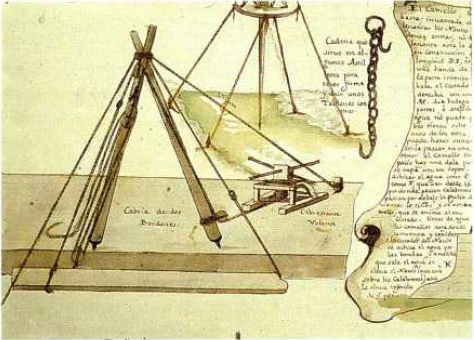
Plano de un proyecto de 1719.

En el campo de la arquitectura y la ingeniería civil, el proyecto es el conjunto de documentos mediante los cuales se define el diseño de una construcción antes de ser realizada. Es el documento base sobre el que se desarrolla el  de los arquitectos, ingenieros y proyectistas de distintas especialidades.
A lo largo de un proyecto se desarrolla la distribución de usos y espacios, la utilización de materiales y tecnologías, y la justificación técnica del cumplimiento de las especificaciones requeridas por la normativa técnica aplicable.
En muchos ámbitos la elaboración de un proyecto completo es obligatoria antes de iniciar el desarrollo de una construcción, y puede tener carácter contractual.

## Concepto
El proyecto de obra como cualquier tipo de proyecto es un documento que contiene el proceso de resolución técnica de un problema. Debido a la gran cantidad de obras que ha realizado el hombre a lo largo de la historia, el proyecto de obras ha evolucionado y actualmente se trata de un documento claro, detallado y conciso, con todas las especificaciones para la realización de la obra, organización de medios, personas, materiales y métodos constructivos.
Todo proyecto de obra tiene asignados unos  objetivos, unas especificaciones a cumplir, un plazo de realización y un presupuesto a emplear. Estas son las partes fundamentales y que definen el documento definitivo y sirven, en muchos casos de documento contractual.

## Fases de un proyecto de obras
El desarrollo de cualquier proyecto de obras tienen una común evolución temporal, definida por las siguientes fases:

### Idea del proyecto
Identificación de la necesidad o problema. Sin “idea” no hay proyecto. 

### Estudio previo o de viabilidad
- Comprobar que el proyecto sea prioritario (caso de proyectos públicos).
- Que sea técnica y económicamente viable.
- Identificación de problemas y obstáculos.
- Conocer los beneficiarios (proyectos públicos).
- Posibles fuentes de financiación.

### Anteproyecto
- Estudios más completos que en la fase anterior. Formulación básica del proyecto y definición de los objetivos.
- Analizar los condicionantes del proyecto.
- Analizar distintas soluciones y alternativas técnicas y valorarlas.
- Diseño de [ingeniería] a nivel anteproyecto (plantas, alzados, secciones típicas, sin entrar en detalle de dimensionamiento exacto y definitivo, aunque sí en dimensiones básicas).
- Estimación suficientemente precisa del coste.
- Estudio de viabilidad económica.Estudio de la financiación.“A mayor inversión en estas fases, menor incertidumbre”
- Cuantificación de costes e ingresos.
- Propuesta de organización, administración y gestión. o Estudio de la financiación.

### Proyecto informativo o básico
Estudios más completos que en la fase anterior con definición precisa del proyecto.Contienen el diseño, representación de las soluciones técnicas del proyecto, planos de detalle, anexos técnicos justificativos, especificaciones detalladas, programación temporal de la ejecución del proyecto, presupuesto detallado, firma del autor.
Este documento sirve para la exposición pública y por tanto según las alegaciones recibidas y aceptadas se modifica dando lugar al proyecto definitivo de construcción

### Proyecto de construcción o de ejecución
Contienen el diseño, representación de las soluciones técnicas del proyecto, planos de detalle, anexos técnicos justificativos, especificaciones detalladas, programación temporal de la ejecución del proyecto, presupuesto detallado, firma del autor y visado colegial (en caso de ser necesario).